# Cocktail
Cocktail là một thức uống hỗn hợp có cồn, là sự kết hợp của các loại rượu mạnh, hoặc một hoặc nhiều loại rượu mạnh trộn với các thành phần khác như nước ép trái cây, xi-rô có hương vị, hoặc kem lạnh. Có nhiều loại cocktail khác nhau, dựa trên số lượng và loại thành phần được thêm vào. Nguồn gốc của cocktail vẫn còn đang tranh luận.

## Sử dụng và các thuật ngữ liên quan
Từ điển Oxford định nghĩa về cocktail như sau "Một thức uống có cồn chứa đồ uống chưng cất hoặc pha trộn với các thành phần khác, chẳng hạn như nước ép trái cây hoặc kem". Một loại cocktail có thể chứa rượu, đường và rượu đắng/cam quýt. Khi một thức uống hỗn hợp được làm từ duy nhất một loại đồ uống chưng cất với bình pha chế, chẳng hạn như soda hoặc nước ép trái cây thì được gọi là highball. Nhiều loại cocktail chính thức của Hiệp hội Bartender quốc tế là highball. Khi một thức uống hỗn hợp được làm từ đồ uống chưng cất và rượu mùi, sẽ gọi là duo]] và nếu có sử dụng thêm bình pha chế gọi là trio. Thành phần được thêm vào có thể là đường, mật ong, sữa, kem và các loại  thảo mộc khác nhau.
Đồ uống hỗn hợp không có cồn giống như cocktail được gọi là "mocktails" hay "virgin cocktails".

## Từ nguyên
Nguồn gốc của từ cocktail đang tranh chấp. Việc sử dụng cocktail đầu tiên được ghi nhận không đề cập đến một con ngựa được tìm thấy trong The Morning Post and Gazetteer ở London, England, ngày 20 tháng 3 năm 1798:
Mr. Pitt,

two petit vers of "L'huile de Venus"

Ditto, one of "perfeit amour"

Ditto, "cock-tail" (vulgarly called ginger)
Từ điển tiếng Anh Oxford trích dẫn từ này có nguồn gốc từ Hoa Kỳ  Lần đầu tiên được ghi nhận sử dụng cocktail như một loại đồ uống (có thể không cồn) ở Hoa Kỳ xuất hiện trong Nội các của nông dân, ngày 28 tháng 4 năm 1803:
Drank a glass of cocktail—excellent for the head...Call'd at the Doct's. found Burnham—he looked very wise—drank another glass of cocktail.

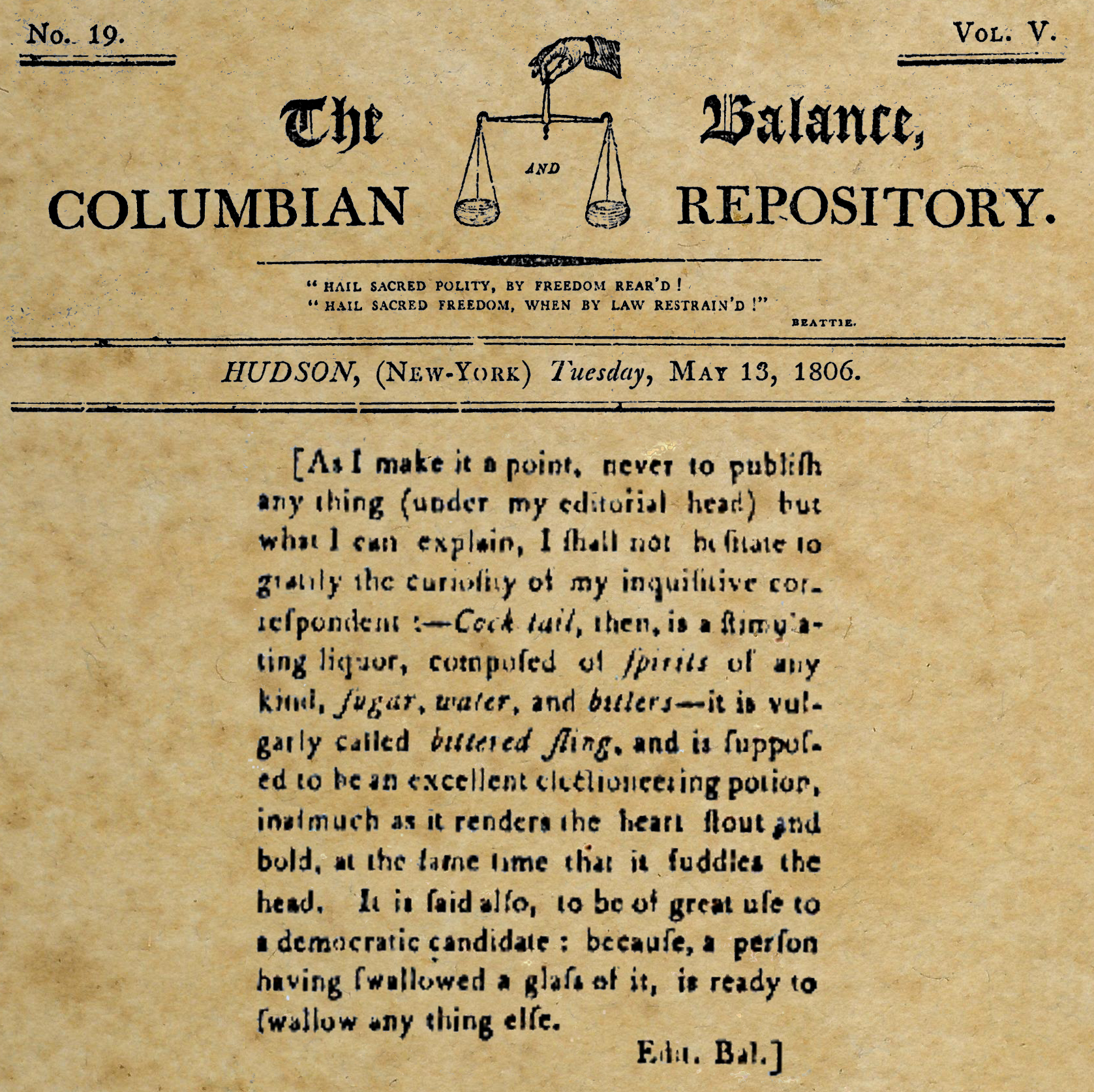
Định nghĩa đầu tiên về Cocktail của Harry Croswell

Định nghĩa đầu tiên về cocktail được biết đến là một loại đồ uống có cồn xuất hiện trong The Balance and Columbian Repository (Hudson, New York) ngày 13 tháng 5 năm 1806; biên tập viên Harry Croswell đã trả lời câu hỏi "Cocktail là gì?"
Cock-tail is a stimulating liquor, composed of spirits of any kind, sugar, water, and bitters—it is vulgarly called bittered sling, and is supposed to be an excellent electioneering potion, in as much as it renders the heart stout and bold, at the same time that it fuddles the head. It is said, also to be of great use to a democratic candidate: because a person, having swallowed a glass of it, is ready to swallow any thing else.

Nhà nghiên cứu sinh vật học Anatoly Liberman tán thành "rất có thể" lý thuyết được Låftman (1946) phát triển, mà Liberman tóm tắt như sau:
It was customary to dock the tails of horses that were not thoroughbred They were called cocktailed horses, later simply cocktails. By extension, the word cocktail was applied to a vulgar, ill-bred person raised above his station, assuming the position of a gentleman but deficient in gentlemanly breeding. Of importance [in the 1806 citation above] is the mention of water as an ingredient. Låftman concluded that cocktail was an acceptable alcoholic drink, but diluted, not a "purebred", a thing "raised above its station". Hence the highly appropriate slang word used earlier about inferior horses and sham gentlemen.

Trong cuốn sách Imbibe của mình ! (2007), David Wonderrich cũng suy đoán rằng cocktail là một thuật ngữ nói về một thực hành để nuôi một con ngựa già bằng thuốc đạn gừng để con vật "vẫy đuôi và trở nên đáng sợ".
Một số tác giả đã đưa ra giả thuyết rằng cocktail có thể là một từ gọi chệch đi của cock ale.

## Sự phát triển

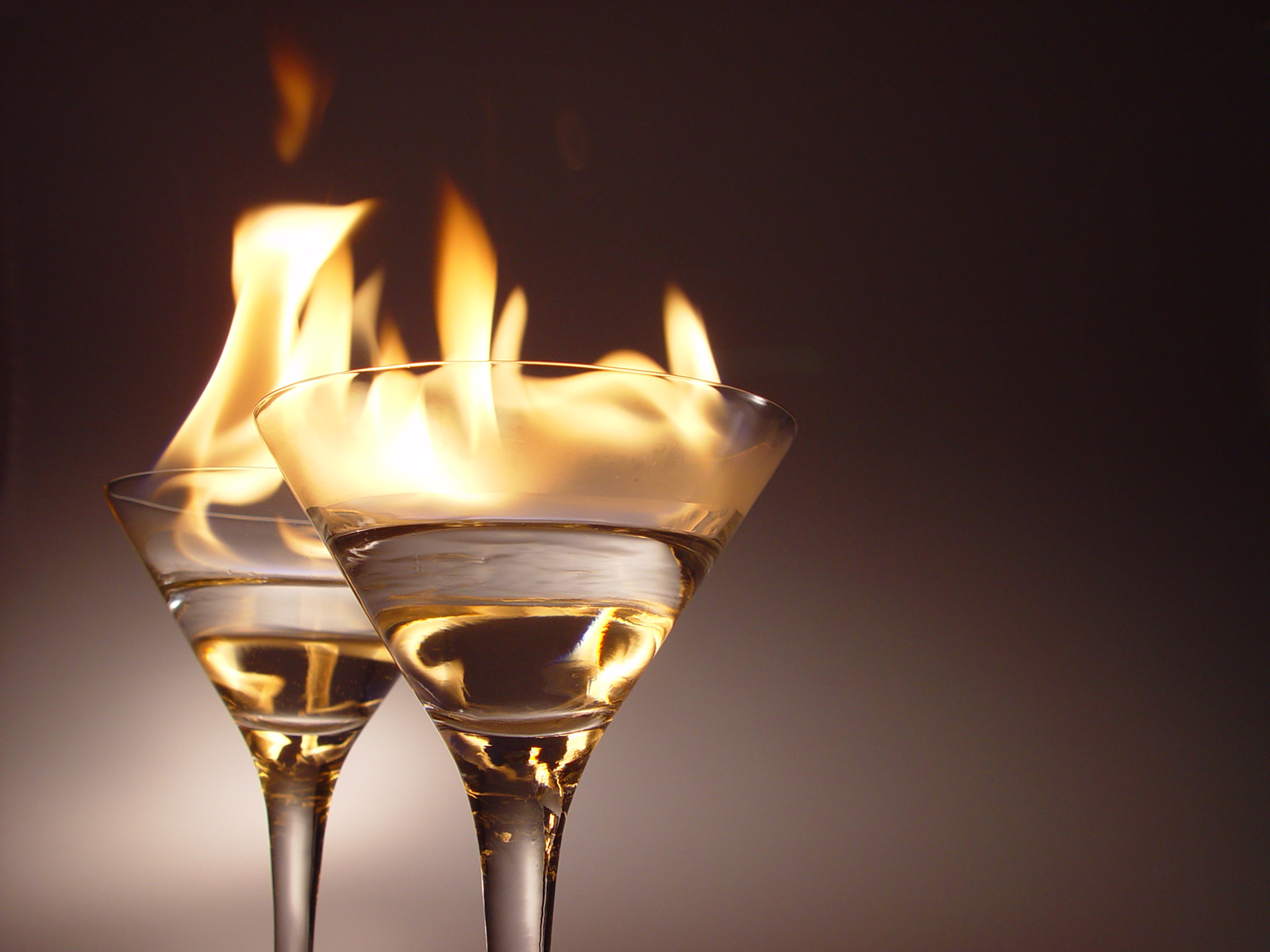
"Flaming" cocktail

Nguồn gốc của cocktail vẫn còn chưa rõ. Theo truyền thống, cocktail là hỗn hợp của rượu mạnh, đường, nước và rượu đắng. Tuy nhiên, vào những năm 1860, một loại cocktail thường  có thêm  rượu mùi.
Ấn bản đầu tiên về hướng dẫn của người pha chế bao gồm các công thức pha chế cocktail là vào năm 1862 - Cách pha chế đồ uống; hoặc, Người đồng hành của Bon Vivant, bởi "Giáo sư" Jerry Thomas. Ngoài các công thức cho rượu punch, cocktail sours, slings, cobblers, shrubs, toddies, flip  và một loạt các đồ uống hỗn hợp khác là 10 công thức cho "cocktail". Một thành phần quan trọng khác biệt các loại cocktail với các loại đồ uống khác trong phần tóm tắt này là việc sử dụng các loại rượu đắng. Đồ uống hỗn hợp phổ biến ngày nay phù hợp với ý nghĩa ban đầu của "cocktail" này bao gồm cocktail whiskey Old Fashioned, cocktail Sazerac và cocktail Manhattan.
Các thành phần được nêu (spirits, đường, nước và rượu đắng) kết hợp với các thành phần của một ly cocktail Old Fashioned, có nguồn gốc như một thuật ngữ được sử dụng bởi những khách hàng quen của quán bar cuối thế kỷ 19 để phân biệt các loại cocktail đã tạo ra cách thức "lỗi thời" với các loại cocktail mới hơn, phức tạp hơn.
Trong cuốn sách công thức Cooling Cups and Dainty Drinks năm 1869 của William Terrington, cocktail được mô tả là:
Cocktail là hỗn hợp được "early birds" sử dụng rất nhiều để làm mạnh thêm nội tại bên trong, và bởi những người thích những niềm an ủi nóng bỏng và mạnh mẽ.

Thuật ngữ highball xuất hiện trong những năm 1890 để phân biệt đồ uống được hợp thành từ một đồ uống chưng cất và một bình pha chế.
"Bữa tiệc cocktail" đầu tiên diễn ra được cho là của bà Julius S. Walsh Jr. ở St. Louis, Missouri, vào tháng 5 năm 1917. Walsh đã mời 50 khách đến nhà vào buổi trưa Chủ nhật. Bữa tiệc kéo dài một tiếng, cho đến khi bữa trưa được phục vụ lúc 1 giờ chiều. Địa điểm của bữa tiệc cocktail đầu tiên này vẫn còn. Năm 1924, Tổng giáo phận Công giáo La Mã St. Louis đã mua biệt thự Walsh tại 4510 Đại lộ Lindell và nơi này đã từng là nơi ở của tổng giám mục địa phương kể từ đó.
Trong thời kỳ Cấm rượu ở Hoa Kỳ (1920–1933) khi đồ uống có cồn bị coi là bất hợp pháp, cocktail vẫn được tiêu thụ bất hợp pháp tại các cơ sở được gọi là quán bar ngụy trang (speakeasy). Chất lượng rượu có sẵn trong thời kỳ này kém hơn nhiều so với trước đây. Có một sự thay đổi từ whisky sang rượu gin, không yêu độ tuổi được phép sử dụng và do đó dễ sản xuất bất hợp pháp. Mật ong, nước ép trái cây và các hương liệu khác được dùng để che giấu mùi vị hôi của các loại rượu kém chất lượng. Cocktail ngọt dễ uống hơn một cách nhanh chóng, một cân nhắc quan trọng khi cơ sở có thể bị đột kích bất cứ lúc nào. Với rượu và bia ít có sẵn, các loại cocktail dựa trên rượu đã thay thế, thậm chí trở thành trung tâm của tiệc cocktail mới.
Cocktail trở nên ít phổ biến hơn vào cuối những năm 1960 và đến những năm 1970, cho đến khi hồi sinh vào những năm 1980 với rượu vodka thường thay thế rượu gin ban đầu trong các loại đồ uống như martini. Cocktail truyền thống bắt đầu trở lại vào những năm 2000, vào giữa những năm 2000, có một sự phục hưng của văn hóa cocktail theo phong cách thường được gọi là hỗn hợp dựa trên các loại cocktail truyền thống để lấy cảm hứng nhưng sử dụng các thành phần mới lạ và thường có hương vị phức tạp.